# Фантомас
Фантома́с (фр. Fantômas, человек-фантом) — вымышленный персонаж, гениальный преступник, скрывающий своё лицо, один из наиболее известных антигероев французской литературы и кино. Литературный персонаж Фантомас создан французскими писателями Пьером Сувестром и Марселем Алленом в 1911 году. Фантомас фигурирует в 32 романах, написанных Сувестром и Алленом вдвоём в 1911—1913 годах, и в 11 романах, написанных Алленом в одиночку в 1925—1926, 1933—1935, 1946—1948, 1963 годах.
Кроме романов французских писателей, Фантомас фигурирует в нескольких кинофильмах, телефильмах и комиксах.
В России Фантомас наиболее известен по комедийной кинотрилогии Андре Юнебеля: «Фантомас», «Фантомас разбушевался» и «Фантомас против Скотланд-Ярда» с Луи де Фюнесом в роли комиссара Жюва и Жаном Маре в роли Фантомаса и журналиста Фандора и по детективному фильму «Анискин и Фантомас».
Фантомас очаровывает нас от начала до конца своим неповиновением правилам и инстинктивной храбростью, с которой он пролетает над разумом, столь опасным благодаря контролю, который он противопоставляет смелости, и своим тормозом, парализующим курс. Головокружительный гений. (…) Наше время, можно сказать, переживает тревогу старости, которая обращается к своему прошлому. (…) Короче, современные басни переиздаются: Арсен Люпен, Рультабий, Шери-Биби выходят из могил. (…) Но Фантомас превосходит их под маской и плащом, которые Растиньяк хотел бы надеть, чтобы завоевать Париж, который легендарный монстр держит под ногой, как дракон, который убьёт Святого Георгия.
Жан Кокто, Le Figaro littéraire, 1961 г.

## Биография
По Аллену и Сувестру, Фантомас родился в 1867 году. Его прошлое достаточно туманно. О предках известно лишь то, что они были английского или французского происхождения.
В 1892 году человек, ставший впоследствии Фантомасом, а в те годы известный как эрцгерцог Хуан Норт, находился в германском княжестве Гессе-Веймар (фр. Hesse-Weimar). В это же время у Фантомаса родился сын Владимир.
Примерно в 1895 году Фантомас посетил Индию. В Индии от женщины-европейки у Фантомаса родилась дочь Элен.
В 1897 году Фантомас жил в США и в Мексике.
В 1899 году под именем Гурн (фр. Gurn) в звании сержанта артиллерии участвовал во Второй Бурской войне. Под конец войны он стал адъютантом лорда Эдварда Белтама (фр. Edward Beltham) из Скотвел-Хилл и влюбился в его молодую жену леди Мод Белтам.
По возвращении в Европу (около 1900 года — вскоре после начала действия первого романа о Фантомасе) связь Гурна и леди Белтам была обнаружена на улице Левера её мужем. Когда лорд Белтам собирался выстрелить в леди Белтам, Гурн ударил его молотком и затем задушил. Впоследствии леди Белтам всегда разрывалась между чувствами к Фантомасу и ужасом перед его криминальными деяниями. В 1910 году она покончила жизнь самоубийством, но появилась вновь в 41-й истории.
С приездом в Европу его дочь Элен тоже неоднократно пыталась помешать Фантомасу совершать преступления и даже прямо говорила ему об этом. Он обещал действовать иначе, но вскоре снова кого-то грабил, убивал, устраивал аферы с деньгами, золотом или драгоценностями. Так, в 14-й истории, Фантомас придумал аферу с поднятием ящиков с золотыми монетами с затонувшего корабля, что чуть было не привело к трагедии, потому что его подельники выпустили торпеду по подводной лодке, в которой находилась его дочь. Подлодка чудом всплыла, но Элен стреляла в себя и потом с трудом выжила.
В конце 32-й истории, во время гибели лайнера «Гигантик» в пучине океана, Фантомас, оставшись один на один с Жювом, признался ему, что он его брат-близнец, рожденный от одной матери Анны-Марии. Позже, в 1925 году, в «Новых приключениях Фантомаса», Марсель Аллен "переиграл" признание Фантомаса на свой лад.
В 43-й истории Фантомас принимает образ специалиста по астронавтике фон Трауна (фр. de Von Traun), и требует, чтобы правительство построило ракету на Луну. В итоге он отправляется в космос, но с Жювом в качестве безбилетного пассажира.

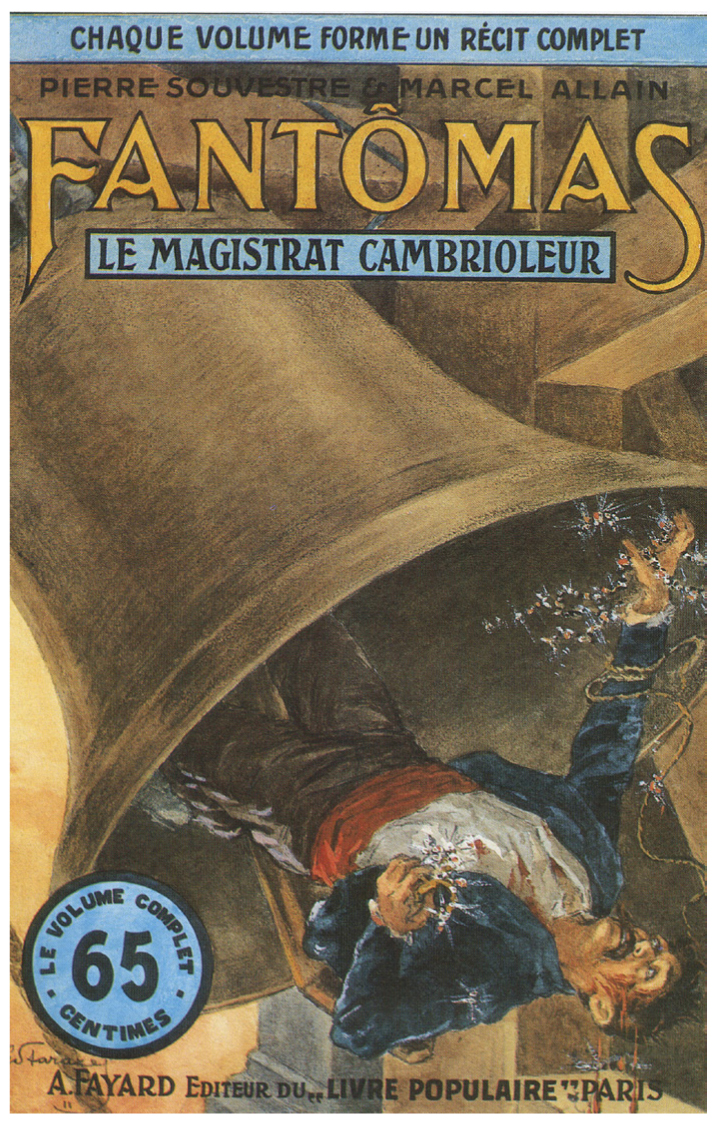
Le Magistrat cambrioleur. Обложка первого издания, худ. Жино Старас, 1912 г.

### Обложки книг
А. Файар предложил авторам поискать идею к обложке 1-го выпуска в ящике с неудачными рекламными плакатами. Марсель Аллен раскопал проект плаката «Розовые пилюли для бледных людей», где был изображён человек в маске и костюме на фоне крыш Парижа; правую руку он устремляет в небо, рассыпая пилюли. Идея была найдена, но автор не оставил имени и адреса. Несмотря на последующий успех, автор впоследствии не объявился. Файар предложил удалить с плаката пилюли и заменить коробку на кинжал. Так родился, по выражению Робера Десноса, классический образ парижской онейрологии.
Иллюстратором последующих обложек первого издания был художник Жино́ Старас (урождённый итальянец Джиоаккино Стараче), тогда тесно сотрудничавший с издательством Файара. Его иллюстрации сами по себе считаются оригинальными произведениями искусства.. Во втором издании на обложках были помещены чёрно-белые постановочные фотографии без указания авторства.

### Книги Пьера Сувестра и Марселя Аллена
| №  | Перевод названия Перевод названия 2-го издания        | Оригинальное название Оригинальное название 2-го издания | 1-е изд. | Данные о переводах |
| -- | ----------------------------------------------------- | -------------------------------------------------------- | -------- | --- |
| 1  | Фантомас                                              | Fantômas                                                 | 1911     | 1915, Hope Cranstoun Metcalfe 1926, газета «Русское время». Фантомасъ 1991, Алла Сметанкина 1991, И. Остапенко 1991, В. Г. Новиков 1991, Л. А. Новикова 1991, М. Н. Архангельская, В. М. Орлов 1991, Перевод с латышского «Логос Лтд» 1992, А. И. Приказчиков |
| 2  | Жюв против Фантомаса                                  | Juve contre Fantômas                                     | 1911     | 1917, Hope Cranstoun Metcalfe (англ. The Exploits of Juve) 1926, газета «РУССКОЕ ВРЕМЯ». Жювъ противъ Фантомаса 1987, anonymous (англ. The Silent Executioner) 1991, С. Семеницкий, О. Хохлов (Жюв против Фантомаса) 1993, М. Архангельская, И. Кузнецова (Жюв против Фантомаса) 1991, Перевод с латышского «Логос Лтд», Охота на людей                                                          |
| 3  | Мертвец-убийца Месть Фантомаса                        | Le Mort qui Tue Fantômas Se Venge                        | 1911     | 1917, Hope Cranstoun Metcalfe (англ. Messengers of Evil) 1926, газета «Русское время» «Мертвецъ, который убиваетъ» 1991, Л. А. Новикова (Фантомас мстит) 1991, С. Семеницкий, О. Хохлов (Месть Фантомаса) 1992, М. Архангельская, С. Кузнецова, И. Радченко (Месть Фантомаса) 1992, Перевод с латышского «Логос Лтд», Мертвец убивает 2008, Hope Cranstoun Metcalfe (англ. The Corpse who Kills) |
| 4  | Секретный агент Хитрость Фантомаса                    | L’Agent Secret Une Ruse de Fantômas                      | 1911     | 1917, Hope Cranstoun Metcalfe (англ. A Nest of Spies) 1991, М. Львова, С. Львова (Фантомас — секретный агент) |
| 5  | Король — узник Фантомаса                              | Un Roi Prisonnier de Fantômas                            | 1911     | 1918, Hope Cranstoun Metcalfe (англ. A Royal Prisoner) 1991, В. И. Божович, М. В. Божович |
| 6  | Полицейский-апаш Полицейский-Фантомас                 | Le Policier Apache Le Policier Fantômas                  | 1911     | 1924, Alfred Allinson, (англ. The Long Arm of Fantomas) 1924, ? (англ. A Limb Of Satan. СК, Paul) 1991, В. И. Божович, М. В. Божович |
| 7  | Висельник Лондона Фантомас схвачен                    | Le Pendu de Londres Aux Mains de Fantômas                | 1911     | 1920, ? (англ. Slippery as Sinl). 2023, А. А. Иванов (Висельник Лондона). 2025, Л. Панина (Повешенный в Лондоне) |
| 8  | Дочь Фантомаса                                        | La Fille de Fantômas                                     | 1911     | 1991, М. Озолиня (латыш. Noziedznieka meita; то есть Дочь преступника) 2006, Mark P. Steele, (англ. The Dauther of Fantomas) 2023, А. А. Иванов (Дочь Фантомаса). 2025, Л. Панина (Дочь Фантомаса) |
| 9  | Ночной извозчик Фиакр Фантомаса                       | Le Fiacre de Nuit Le Fiacre de Fantômas                  | 1911     | 1992, Н. Фарфель (Ночной извозчик). 2024, А. А. Иванов (Ночной фиакр) |
| 10 | Отрезанная рука Фантомас в Монако                     | La Main Coupée Fantômas à Monaco                         | 1911     | 1924, Alfred Allinson, (англ. The Limb of Satan) 1986, (нем. Mord in Monte Carlo). 2023, А. А. Иванов (Отрезанная рука) |
| 11 | Арест Фантомаса                                       | L’Arrestation de Fantômas                                | 1912     | 2024, А. А. Иванов (Арест Фантомаса) |
| 12 | Судья-грабитель Судья-Фантомас                        | Le Magistrat Cambrioleur Le Juge Fantômas                | 1912     | 2024, А. А. Иванов (Магистрат-грабитель) |
| 13 | Ливрея криминала Ливрея Фантомаса                     | La Livrée du Crime La Livrée de Fantômas                 | 1912     | 2024, А. А. Иванов (Ливрея Преступления) |
| 14 | Смерть Жюва Фантомас убивает Жюва                     | La Mort de Juve Fantômas Tue Juve                        | 1912     | 2025, А. А. Иванов (Смерть Жюва) |
| 15 | Побег из Сен-Лазара Фантомас — король криминала       | L’Evadée de Saint-Lazare Fantômas, Roi du Crime          | 1912     | 2025, А. А. Иванов (Беглянка из Сен-Лазара) |
| 16 | Исчезновение Фандора Фандор против Фантомаса          | La Disparition de Fandor Fandor Contre Fantômas          | 1912     | 2025, А. А. Иванов (Исчезновение Фандора) |
| 17 | Женитьба Фантомаса                                    | Le Mariage de Fantômas                                   | 1912     | |
| 18 | Убийца леди Бельтам Амуры Фантомаса                   | L’Assassin de Lady Beltham Les Amours de Fantômas        | 1912     | |
| 19 | Красная Оса Вызов Фантомасу                           | La Guêpe Rouge Un Défi de Fantômas                       | 1912     | |
| 20 | Ботинки мертвеца Скитание Фантомаса                   | Les Souliers du Mort Fantômas Rôde                       | 1912     | |
| 21 | Пропавший поезд Поезд Фантомаса                       | Le Train Perdu Le Train de Fantômas                      | 1912     | 1991, В. И. Божович, М. В. Божович (Фантомас и пропавший поезд), часть 1 — Пропавший поезд 1993, А. Лааст (Затерянный поезд) |
| 22 | Любовные похождения князя Фантомас развлекается       | Les Amours d’un Prince Fantômas s’amuse                  | 1912     | 1992, В. И. Божович, М. В. Божович (Фантомас и пропавший поезд), часть 2 — Любовные похождения князя 1993, А. Соколинская (Любовные похождения князя) |
| 23 | Роковой букет Букет Фантомаса                         | Le Bouquet Tragique Le Bouquet de Fantômas               | 1912     | 1992, В. И. Божович, М. В. Божович (Фантомас и роковой букет), часть 1 — Роковой букет 1991, М. Маландина (Трагический исход) |
| 24 | Жокей в маске Фантомас — король скачек                | Le Jockey Masqué Fantômas, Roi du Turf                   | 1913     | 1992, В. И. Божович, М. В. Божович (Фантомас и роковой букет), часть 2 — Жокей в маске 1991, Л. Новикова (Жокей в маске) |
| 25 | Пустой гроб Гроб Фантомаса                            | Le Cercueil Vide Le Cercueuil de Fantômas                | 1913     | 1991, В. И. Божович, М. В. Божович (Фантомас и пустой гроб), часть 1 — Пустой гроб. 1992, Г. Филатова (Пустой гроб). |
| 26 | Создатель королев Фантомас против любви               | Le Faiseur de Reines Fantômas Contre l’Amour             | 1913     | 1991, В. И. Божович, М. В. Божович (Фантомас и пустой гроб), часть 2 — Создатель королев. |
| 27 | Гигантский труп Призрак Фантомаса                     | Le Cadavre Géant Le Spectre de Fantômas                  | 1913     | |
| 28 | Похититель золота Пленники Фантомаса                  | Le Voleur d’Or Prisonniers de Fantômas!                  | 1913     | |
| 29 | Кровавая серия Побег Фантомаса                        | La Série Rouge Fantômas s'évade                          | 1913     | |
| 30 | Отель криминала Обвиняется Фантомас!                  | L’Hôtel du Crime Fantômas accuse!                        | 1913     | |
| 31 | Галстук из пеньки (Пеньковый галстук) Слуга Фантомаса | La Cravate de Chanvre Le Domestique de Fantômas          | 1913     | 2010, Jean-Marc & Randy Lofficier (The Death of Fantomas, part 1: The Hemp Necktie) 2017, Sheryl Curtis (The Death of Fantomas) |
| 32 | Конец Фантомаса Фантомас мёртв?                       | La Fin de Fantômas Fantômas Est-Il Mort?                 | 1913     | 2010, Jean-Marc & Randy Lofficier (The Death of Fantomas, part 2: The End of Fantômas) 2017, Sheryl Curtis (The Death of Fantomas) |

### Книги Марселя Аллена
| №  | Перевод названия             | Оригинальное название       | 1-е изд. | Данные о переводах                                                                      |
| -- | ---------------------------- | --------------------------- | -------- | --------------------------------------------------------------------------------------- |
| 33 | Фантомас воскрес?            | Fantômas est-il ressuscité? | 1925     | 1925, Альфред Эллинсон, англ. The Lord of Terror 2025, А. А. Иванов (Фантомас воскрес?) |
| 34 | Фантомас — король скупщиков  | Fantômas, Roi des Recéleurs | 1926     | 1926, Alfred Allinson, англ. Juve in the Dock                                           |
| 35 | Фантомас в опасности         | Fantômas en Danger          | 1926     | 1926, Alfred Allinson, англ. Fantômas Captured                                          |
| 36 | Фантомас берёт реванш        | Fantômas prend sa Revanche  | 1926     | 1927, Alfred Allinson, англ. The Revenge of Fantômas                                    |
| 37 | Фантомас атакует Фандора     | Fantômas Attaque Fandor     | 1926     | 1928, Alfred Allinson, англ. Bulldog and Rats                                           |
| 38 | А если это Фантомас?         | Si c'était Fantômas?        | 1933     |                                                                                         |
| 39 | Да, это Фантомас!            | Oui, c’est bien Fantômas!   | 1934     |                                                                                         |
| 40 | Фантомас играет и выигрывает | Fantômas Joue et Gagne      | 1935     |                                                                                         |
| 41 | Фантомас находит любовь      | Fantômas Rencontre l’Amour  | 1946     |                                                                                         |
| 42 | Фантомас похищает блондинок  | Fantômas Vole des Blondes   | 1948     |                                                                                         |
| 43 | Фантомас правит бал          | Fantômas Mène le Bal        | 1963     |                                                                                         |

Новые книги цикла (№33-37), продолженного М. Алленом, получили название «Новые приключения Фантомаса» (фр. Les Nouvelles Aventures de Fantômas, 1926) и через два года, в 1928 году, были переведены и опубликованы в Италии издательством Сонцоньо под аналогичным названием «Le Nuove avventure di Fantômas» (на итальянском языке).
Используя узнаваемое имя Фантомаса, Аллен написал также роман «The Yellow Document: Fantômas of Berlin», название которого отсылает к Гению Преступления, но который не входит в серию «Fantômas». Оригинальное издание вышло только на английском языке; французского издания не существует. Издания в США и Великобритании: Brentano’s, 1919; Paul, 1920.

### Интересные факты
Все книги о «Фантомасе» на языке оригинала были в домашней библиотеке кинорежиссёра Сергея Юткевича, их подарили ему французские друзья.

### На русском языке
На русский язык в 90-х годах XX века было переведено только 13 романов о Фантомасе за авторством Сувестра и Аллена, и еще один на латышский.
- 1. Фантомас (сборник). Пьер Сувестр и Марсель Аллен. Фантомас: Роман. Станислас-Андре Стиман Приговорённый умирает в пять: Повесть. Перевод с франц.: М. Архангельская и В. Орлов. — М.: Радуга, 1990. — 336 с. ISBN 5-05-002719-5.
- 1. Фантомас. Перевод: Л. А. Новикова; оформление Х. Лооман. Послесловие: Франсис Лакассен "Фантомас или Энеида наших дней". — Таллин: АО «Одамеэс» (Минск: Минский полиграфкомбинат МППО им. Я. Коласа), 1991. — 303 с. — 500 000 экз. — ISBN 5-460-00182-X.
- 2, 3. Жюв против Фантомаса. Месть Фантомаса. Перевод: С. А. Семеницкий, О. Хохлов; Художник Л. А. Вареца. — Минск: ЦЭИНДС, 1991. — ISBN 5-7815-1822-3.
- 2. Жюв против Фантомаса. Перевод: М. Н. Архангельская, И. Кузнецова. — Москва: Радуга, 1993. — 224 с. — 100 000 экз. — ISBN 5-05-004041-8.
- 3. Фантомас мстит. Перевод: Л. А. Новикова; оформление Хейки Лооман. — Таллин: АО «Одамеэс» (Минск : Минский полиграфкомбинат МППО им. Я. Коласа), 1991. — 288 с. — ISBN 5-46-000067-X.
- 3. Месть Фантомаса. Перевод: М. Архангельская, С. Кузнецова, И. Радченко; Художник А. Коротич. — Москва: Радуга, 1992. — (Зарубежный детектив). — ISBN 5-05-004074-4.
- 4. Фантомас — секретный агент / пер. М. Львов, С. Львов, автор предисловия В. И. Божович. — Москва: Интербук, 1991. — 256 с. — ISBN 5-7664-0482-4.
- 5, 6. Фантомас (сборник): Король — узник Фантомаса; Полицейский-апаш. Перевод: В. И. Божович, М. В. Божович, илл. И. П. Макарова. — Издательство: Москва: Зевс, 1993. ISBN 5-7104-0038-6.
- 8. Дочь преступника (на латышском языке). Перевод: М. Озолиня. — Рига: Авотс, 1991. — 172 с. — 16 см. ISBN 5-401-00676-4[11].
- 9, 25. Ночной извозчик, Пустой гроб (сборник из 2-х романов). Перевод: Н. Фарфель, Г. Филатова. Предисловие: В. Балахонов "Фантомас, его друзья и недруги". — Санкт-Петербург: Смарт. 1992. 638 с. ISBN 5-7078-0138-3.
- 21, 22. Фантомас и пропавший поезд (сборник): Фантомас и пропавший поезд; Любовные похождения князя. Перевод: В. И. Божович, М. В. Божович. — СП «Интербук»; СП «Панас», 1992. — 272 с. — ISBN 5-7664-0720-3.
- 23, 24. Фантомас и роковой букет (сборник): Фантомас и роковой букет; Жокей в маске. Перевод: В. И. Божович, М. В. Божович. — М.: СП «Панас», 1992. — 256 с. — ISBN 5-7664-0728-9.
- 25, 26. Фантомас и пустой гроб (сборник): Фантомас и пустой гроб; Создатель королев. Перевод: В. И. Божович, М. В. Божович. — М.: СП «Панас», 1993. — 256 с. — ISBN 5-7799-0014-0.

Основные переводчики изданий 1990-1993 гг.:
- Виктор Ильич Божович, кандидат искусствоведения, известный советский и российский киновед[12] и его дочь, журналистка и переводчик, к. фил. н. Мария Викторовна Божович[13]
- Мария Наумовна Архангельская, переводчик с французского и итальянского, жена М. Л. Андреева.
- Валерий Маратович Орлов (Гаркуша)[14], переводчик с французского, член Союза переводчиков России и Союза писателей Москвы.
- Святослав Александрович Семеницкий, кандидат филологических наук, автор ряда научных статей и пособий по французскому языку[15]
- Артур Лааст, тюрколог, историк-востоковед[16], первый секретарь посольства Эстонии в России[17], первый секретарь отдела политического планирования МИДа Эстонии[18].

### Книги, статьи и предисловия о Фантомасе других авторов
- «Фантомас? ... это Марсель Аллен, поэт в маске», статья в журнале «La Tour de feu», №87-88, декабрь 1965 (фр. «Fantômas? ... c’est Marcel Allain, le poète masqué», La Tour de feu, n°87-88, décembre 1965, p. 11-127).
- Леклерк Жан «Фантомас и пролетарская революция», статья в журнале «Désiré» №10, 1967 (Leclercq Jean, «Fantômas et la révolution prolétarienne», Désiré n°10, avril 1967).
- Франсис Лакассен «Фантомас, или Энеида наших дней» (Francis Lacassin  «Pierre Souvestre et Marcel Allain ou l'Enéïde des Temps Modernes»[19]; предисловие к переизданию «Rour» П. Сувестра и С. Аллена, UGE, 10/18 - 1974; перепечатано в предисловие к французскому изданию Р. Лаффонта, 1987). Перевод на русский «Odamees», Таллинн, 1991, в 1-м томе «Фантомас».
- Сюссан Рене «Первое преступление Фантомаса», статья в «Совершенные преступления: 10 000 безнаказанных преступлений за 30 лет», специальном выпуске журнала «Historia» №367, 1977 (Sussan René «Le Premier crime de Fantômas», Historia Spécial n°367 du 2è tri 1977 - Crimes parfaits: 10.000 crimes impunis 30 ans).
- «Фантомас», статья в журнале «Европа, литературное обозрение» №590-591, июнь-июль, 1978 (фр. «Fantômas», Europe, revue littéraire, n°590-591, Juin-Juillet 1978, p. 3-162).
- Жиль Мишель «Элементы политического прочтения Фантомаса», статья в журнале «Désiré» №30, 1980 (Gillet Michel, «Eléments pour une lecture politique de Fantômas», Désiré, l'ami de la littérature populaire, n°30, 1980, p. 725-732).
- Alfu «L'Encyclopédie de Fantômas» (Etudes sur un classique); 1981.
- «Неуловимый» - Ежеквартальный бюллетень Общества друзей Фантомаса, 1993-2002 (L'Insaisissable, Bulletin trimestriel de la Société des Amis de Fantômas).
- «Новый обзор фантомасианских исследований», выпуск №1[20], ноябрь 1993 (Nouvelle Revue des études fantômassiennes, n°1, Editions Joëlle Losfeld, 1993).
- Роберт Бонарккорси «Предшественники Фантомаса, или некоторые размышления о литературных предшественниках Властелина Ужаса», доклад на конференции в Кап-д'Ай, 1993 г. (фр. Bonarccorsi Robert «Les Précurseurs de Fantômas, ou quelques réflexions sur le antécédents littéraires du Maître de l'Effroi», communication au colloque de Cap d'Ail, 1993).
- Ромен Кристиан «Фантомас» в сборнике «100 знаменитых литературных персонажей», Марабут, 1994 (Romain Christian, «Fantômas» in 100 personnages célèbres de la littérature, Marabout, 1994).
- Моника Далл'Аста «ФАНТОМАС. Множественная жизнь антигероя» (FANTÔMAS. La vita plurale di un antieroe, 2004).
- Дэвид Уайт «Фантомас в Америке» (David White. «Fantômas in America»; 2007), написано по сериалу “Fantômas” (20 серий, 1920) от «The Fox Film Corporation», реконструкция сюжета первых пяти эпизодов. Перевод на русский: А. А. Иванов (Фантомас в Америке: Ужас Манхэттена; 2023).
- Шарый Андрей «Знак F: Фантомас в книгах и на экране». — М.: Новое литературное обозрение, 2007.
- Аннабель Одюро «Фантомас, современный миф на перекрестке искусств», книга (фр. Annabel Audureau «Fantômas, Un mythe moderne au croisement des arts», Presses Universitaires de Rennes, 2010).
- «Столетие Фантомаса», сборник статей в журнале «LE ROCAMBOLE N°54: Fantomas Centenaire», 2011.[21]
- Alfu «L'Encyclopédie de Fantômas» - Etudes sur un classique (Nouvelle édition); 2011.
- Лоик Артиага, Мэтью Летурно «Фантомас! Биография воображаемого преступника» (Loïc Artiaga, Matthieu Letourneux «Fantômas! Biographie d’un criminel imaginaire», 2013)[22]

### Комиксы о Фантомасе
- «Fantômas contre les Nains»; 1941 (Фантомас против карликов) - Марсель Аллен (сценарий и диалоги), П. Сантини (рисунки), детский комикс с пометкой "Marcel Allain presente". В нём Фантомас Фантомас щеголяет в ярком красном наряде. Он похищает карликов из цирка, чтобы они могли проникнуть в узкое место и совершить преступление. Публиковался в «Gavroche» №№ 24–30 (с 10 апреля по 22 мая 1941 г., вышло 7 выпусков[23]), еженедельно на цветной странице. Считается, что серия была прервана из-за цензуры, но не сказано — чьей, на тот момент большая часть Франции была оккупирована Германией, а в другой части действовал режим Виши.
- «Fantômas et l'Enfer Sous-Marin»; 1941 (Фантомас и подводный ад) - Марсель Аллен (сценарий и диалоги), комикс; был написан как продолжение первого, но не опубликован; оригинальная рукопись утеряна.
- «Фантомас» и «Жюв против Фантомаса» (оригинальные истории в комиксах) - Пьер Табари (рисунки), адаптация первых двух романов. Ежедневный черно-белый комикс, выпускался «Opera Mundi» с ноября 1957 года по март 1958 года (192 комикса).
- «Fantômas fumetti» (фото-новеллы), 17 номеров журнала, адаптирующих истории 1, 2, 3 и 5 книг о Фантомасе, были опубликованы Чино Дель Дука (Cino Del Duca) в 1962 и 1963 годах.
- «Fantômas, la menace élégante» (1966) - Гильермо Мендисабаль (Guillermo Mendizabal, адаптация) и Рубен Лар (Ruben Lara, карикатурист, рисунки). Комикс вошел в коллекцию "Tesoros de Cuentos Clasicos" издательства "Editorial Novaro" вместе с «Бэтменом», «Суперменом» и «Малышкой Лулу» (Petite Lulu).
- Еженедельная цветная страница о Фантомасе, - Аньес Гийото (сценарий) и Жак Тайллефер (рисунки), была синдицирована «Opera Mundi» в 1969 году и опубликована в журнале «Jours de France».
- «Fantômas» (1980) - Саша (Sacha, адаптации), Пьер Фризано (Pierre Frisano, рисунки). Серия комиксов, опубликованная в «Télé Junior». Вышло 6 эпизодов: "Un crime mystérieux", "La malle sanglante", "Fantômas contre Juve", "Le tueur de l'ombre", "Le portefeuille rouge", "Mieux vaut "Tsar" que jamais", представляющих собой краткие версии некоторых романов.
- «Fantômas» - серия графических новелл о Фантомасе, - Л. Деллисс (L. Dellisse; сценарий) и Клод Лавердюр (Claude Laverdure; рисунки), публиковалась бельгийским издателем Клодом Лефранком (Claude Lefrancq) в его импринте "BDetectives", начиная с 1990 года, в составе:
  - 1. «L'Affaire Beltham» (Дело Бельтам); 1990.
  - 2. «Juve contre Fantômas» (Жюв против Фантомаса); 1991.
  - 3. «Le Mort qui Tue» (Мертвец-убийца); 1995
- «La colère de Fantômas» (Гнев Фантомаса), - Оливье Боке (сценарий), Жюли Рошелю (рисунки) (фр. Olivier Bocquet, Julie Rocheleau), комиксы, адаптация приключений Фантомаса, начиная с 1911 года; читательская аудитория: от 12 лет: 
  - Том 1: «Les Bois de Justice» (Гильотина); 2013
  - Том 2: «Tout l'or de Paris» (Всё золото Парижа); 2014
  - Том 3: «À tombeau ouvert» (Открытая гробница); 2015.
- «El regreso de Fantomas, la Amenaza Elegante» («Возвращение Фантомаса, Элегантная угроза») - Гонсало Мартре (Gonzalo Martré, сценарий). Мексиканский политико-сатирический полуграфический роман (1-е изд. в 2013, 2-е изд. в 2017).
- «La justicia de Fantomas, La Amenaza Elegante» («Справедливость Фантомаса, Элегантная угроза») - Гонсало Мартре (Gonzalo Martré, сценарий). Мексиканский политико-сатирический полуграфический роман (2017).
- «Гнев Фантомаса». Издательство «Topcreator Publishing» в феврале 2025 переиздало комикс (графический роман) «La colère de Fantômas» на русском языке.

## Экранизации

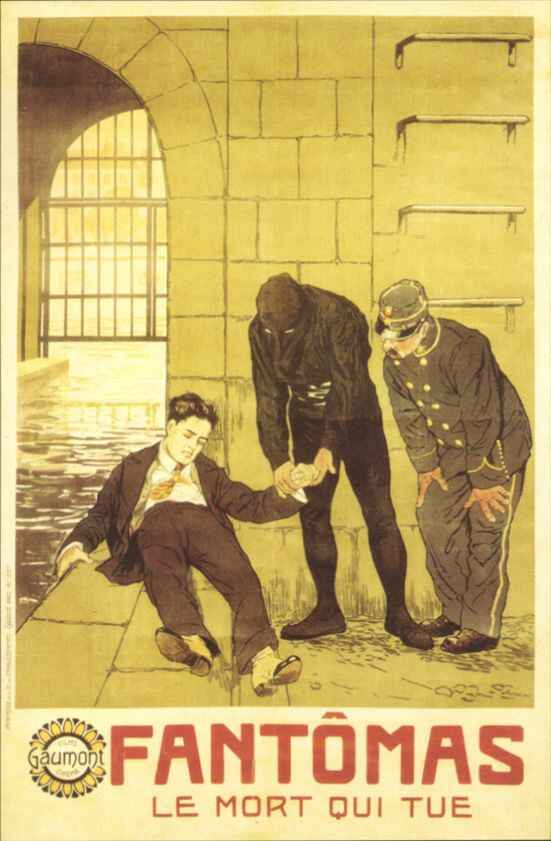
Один из постеров фильма Луи Фейада «Мертвец-убийца, 1913 г.»

### Фильмы Л. Фейада (Франция, 1913—1914)
Первые пять фильмов о Фантомасе снял пионер немого кинематографа Луи Фейад с Рене Наваром в роли Фантомаса и Бреоном в роли Жюва:
1. Фантомас (по мотивам первого романа) / фр. Fantômas - À l'ombre de la guillotine (1913).
2. Жюв против Фантомаса (по мотивам второго романа) / фр. Juve Contre Fantômas (1913)[24].
3. Мертвец-убийца (по мотивам третьего романа, в любительском одноголосном закадровом переводе: «Смерть, которая убивает») / фр. Le Mort Qui Tue (1913).
4. Фантомас против Фантомаса (по мотивам шестого романа «Le Policier Apache» — «Полицейский-апаш», в любительском одноголосном закадровом переводе «Полицейский-бандит») / фр. Fantômas contre Fantômas (1914).
5. Фальшивый судья (по мотивам двенадцатого романа «Судья-грабитель») / фр. Le Faux Magistrat (1914).

В ателье Александра Ханжонкова перевели титры всех пяти серий о Фантомасе на русский язык, и картины с успехом демонстрировались в петроградских, московских и рижских кинотеатрах. В 1998 году была реставрирована французская версия фильма и переведена на русский язык закадровым одноголосым переводом. А в 2013 году вышла в свет новая реставрация французской версии с полным восстановлением фильма.

### Фантомас (П. Фейош, Франция, 1932)
Первая звуковая экранизация. Режиссёр Пал Фейош, в роли Фантомаса — Жан Галлан, в роли Жюва — Том Бурдель
Пал Фейош собирался выпустить ряд серий фильма о Фантомасе. Но фильм не выдержал критики, и поэтому продолжения не последовало. Фильм так и остался с открытым финалом. Выпускалась фильмокопия на французских DVD с английскими субтитрами. В России этот фильм на DVD не выпускался, но был неофициально переведён на русский язык киноклубом «Феникс». Перевод закадровый, одноголосый. В 2025 году фильм отреставрирован и имеет английские и французские субтитры.

### Месье Фантомас (Э. Мурман, Бельгия, 1937)
Бельгийская экранизация. Короткометражный чёрно-белый немой сюрреалистический фильм «Месье Фантомас» (фр. Monsieur Fantômas) (1937), режиссёр Эрнст Мурман
В России фильм выпускался на DVD-сборнике «Бельгийский авангард» в виде двух дисков, состоящих из короткометражных бельгийских немых фильмов. Фильмы имеют русские субтитры к титрам немого кино.

### Фантомас (Ж. Саша́, Франция, 1946)
Третья французская экранизация. Чёрно-белый звуковой фильм режиссёра Жана Саша.

### Фантомас против Фантомаса (Р. Вернэй, Франция, 1949)
Фильм «Фантомас против Фантомаса» вышел в 1949 году и является продолжением третьей французской экранизации режиссёра Жана Саша, режиссёр Роберт Вернэй.
Этот фильм выпускался на французских DVD с английскими субтитрами. В России этот фильм на DVD не выпускался, но был неофициально переведён на русский язык киноклубом «Феникс».

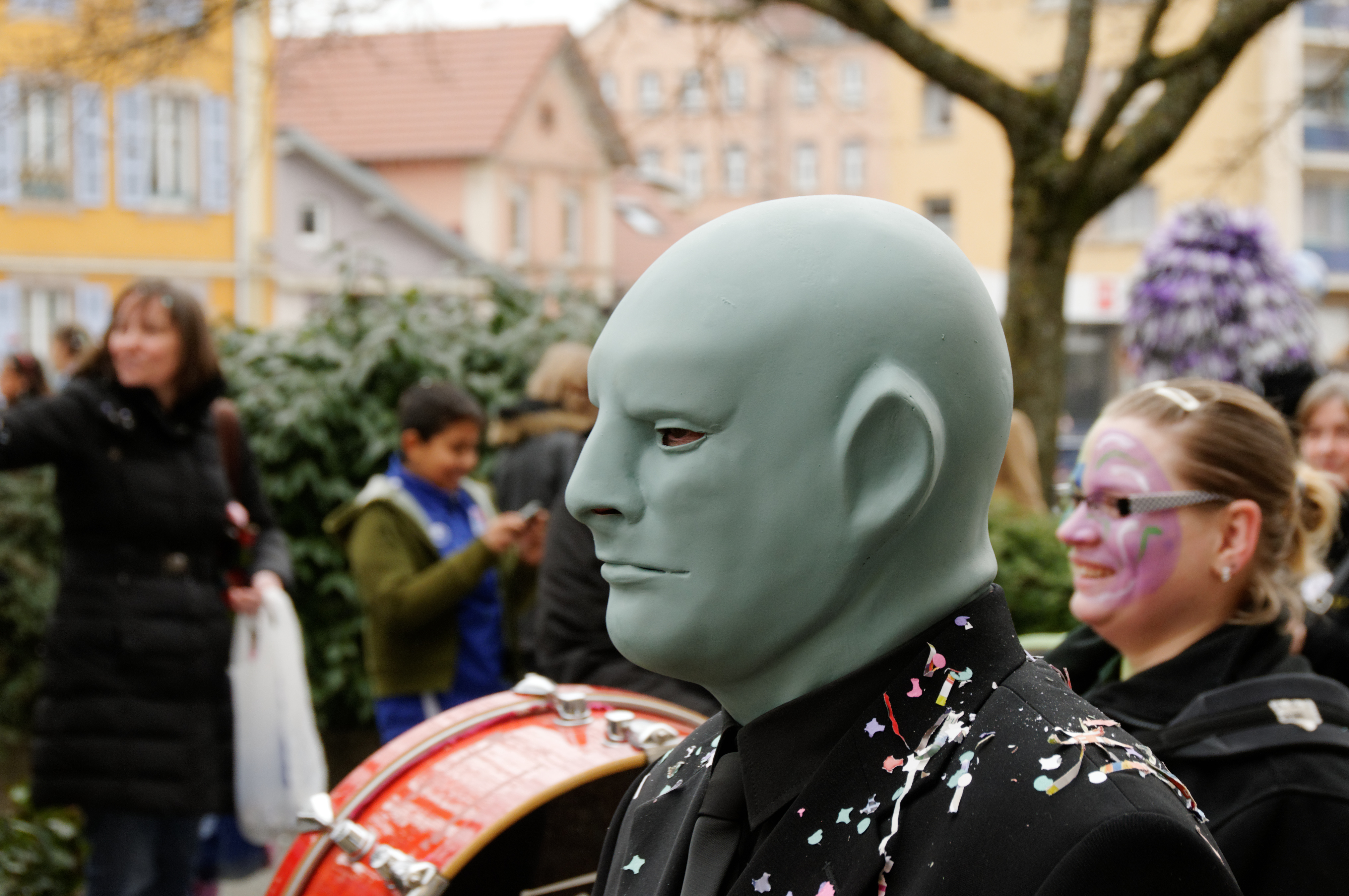
Карнавальный костюм, изображающий Фантомаса из трилогии Юнебеля. Бельфорт, 2013 год

### Трилогия о Фантомасе (А. Юнебель, Франция, 1964—1967)
Четвёртая французская экранизация. Три фильма о Фантомасе режиссёра Андре Юнебеля с Жаном Маре в роли Фантомаса и Фандора, и Луи де Фюнесом в роли комиссара Жюва:
1. Фантомас (фр. Fantômas) (1964).
2. Фантомас разбушевался (фр. Fantômas se déchaîne) (1965).
3. Фантомас против Скотланд-Ярда (фр. Fantômas contre Scotland Yard) (1967).

В отличие от мрачного первоисточника и первых экранизаций, трилогия снята в комедийном ключе, по сути являясь не частью фантомасиады, а пародией на неё. Также, по ряду признаков, является пародией на набиравшую популярность с начала 1960-х годов серию шпионских приключенческих фильмов о британском суперагенте «007» Джеймсе Бонде (бондиана). Действие перенесено во Францию 1960-х годов. Персонажи пользуются различными техническими средствами: автомобиль Фантомаса превращается в реактивный самолёт, его подневольные инженеры изобретают прибор, подавляющий человеческую волю, и тому подобное. Комиссар Жюв выведен как суетливый, туповатый и самовлюблённый неудачник.
В советском прокате трилогия была дублирована на русский язык и имела большой успех, также выпускалась на кассетах для кинопроектора. Советская прокатная версия комедийной трилогии не реставрировалась. Как свидетельствует Милен Демонжо, исполнительница главной женской роли — журналистки Элен, в своей книге «Моё кино. Одна жизнь и множество фильмов» (Mylène Demongeot: Mémoires de cinéma — Une vie et des films, Paris, Éditions Hors Collection, 2011), после визита съёмочной группы в 1964 году на Московский кинофестиваль планировались съёмки новой серии о Фантомасе: «Фантомас в Москве». «Но проект не состоялся. Де Фюнес хотел заняться чем-то другим, а Жан Маре и слышать об этом не хотел. Ему с избытком хватило роли марионетки и в предыдущих сериях. В довершение ко всему, грим синего цвета и резиновые маски Фантомаса вызвали появление прыщей на его лице…».
Изначально режиссёр Андрэ Юнебель планировал снять 12 серий кинокомедии о Фантомасе, и на момент начала съёмок первого фильма у него были на руках сценарии как минимум к пяти фильмам.

### Сериалы

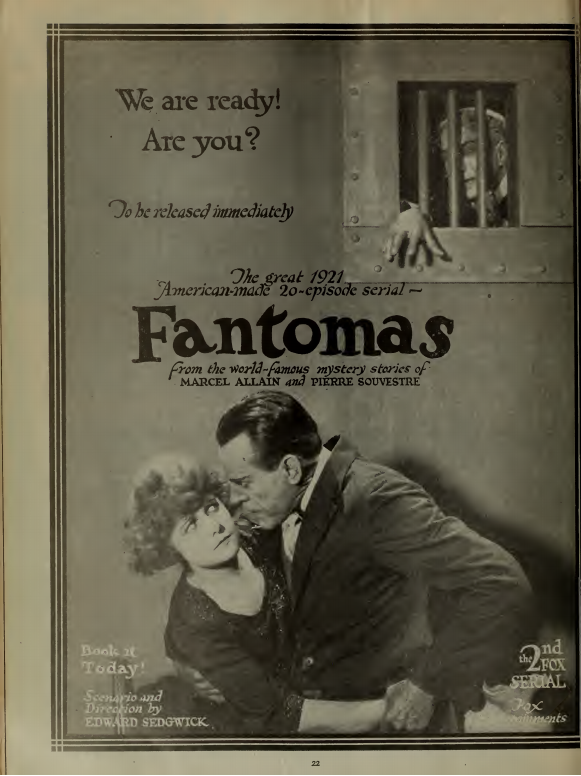
Реклама американского сериала Фантомас (1920)

#### «Фантомас» (Э. Седжвик, США, 1920)
Чёрно-белый немой 20-серийный мини-сериал Эдварда Седжвика, США.
Сюжет был слабо связан с оригинальной книгой: Фантомас готов прекратить творить преступления в обмен на спокойную жизнь. В роли Фантомаса снялся Эдвард Роузман. Считается утерянным. Существует беллетризация — «Фантомас в Америке», написанная Дэвидом Уайтом.

#### «Фантомас» (К. Шаброль, Х. Бунюэль, Франция — ФРГ, 1980)
Пятая французская экранизация, совместное производство Франции и ФРГ. Каждая серия продолжительностью около полутора часов была, не учитывая незначительных изменений, основана на оригинальных романах. Режиссёрами сериала были Клод Шаброль, Хуан Луис Бунюэль. Роль Фантомаса исполнил Хельмут Бергер, роль инспектора Жюва — Жак Дюфило.
Список серий:
1. Магический эшафот / фр. L'échafaud magique (по мотивам первого романа «Фантомас»). Сюжет: в поезде убита маркиза, выигравшая в лотерею 100 тыс. французских франков, у неё похищен лотерейный билет. Комиссар Жюв начинает расследование этого убийства. Время действия исходя из упоминаний службы лорда Бэльтама в Кении и премьеры Андалузского пса — 1929 год.
2. Объятие дьявола / фр. L'étreinte du diable (по мотивам второго романа «Жюв против Фантомаса»). Сюжет: в ограбленной квартире обнаружено тело женщины, у которой переломаны все кости. Инспектор Жюв убеждён, что и здесь замешан Фантомас, и вместе с Фандором приступает к расследованию.
3. Мертвец-убийца / фр. Le mort qui tue (по мотивам третьего романа «Мертвец-убийца»). Сюжет: в городе происходит серия убийств сразу после того, как из тюрьмы исчезает мёртвое тело. Предположительно убийства совершены человеком, который уже умер. За это расследование берётся журналист Фандор и с блеском доводит его до конца, но Фантомасу удаётся бежать.
4. Трамвай-призрак / фр. Le tramway fantôme (по мотивам пятого романа «Король — узник Фантомаса»). Сюжет: Фантомас похищает короля Трансильвании и узнаёт у него, где хранится главное богатство королевства — красный бриллиант. Инспектора Жюва принимают за Фантомаса, а Фантомас в это время убегает с бриллиантом. Леди Белтам посещает короля с предложением о выкупе бриллианта.

Фильм был впервые переведён закадровым трёхголосым переводом Кабельным телевидением в 1991 году. Эта экранизация выпускалась в России на DVD фирмы «Prestige» с русскими субтитрами уже с современным и более качественным многоголосым переводом.

### «Фантомас снимает маску» (А. Кагадеев, Н. Копейкин, Россия, 2007)
«Фантомас снимает маску» (2007) — российская комедия с элементами французской трилогии о Фантомасе режиссёра Андре Юнебеля, постановка А. Кагадеева и Н. Копейкина (студия «НОМфильм»). Саундтреки к фильму и музыкальное сопровождение взяты из оригинальной трилогии. Попытка продолжения четвёртой французской экранизации режиссёра Андре Юнебеля. Успеха у зрителей фильм не имел.

### Невыпущенный фильм «Фантомас» (К. Ган, Франция, 2012)
Во Франции на 2010 год был запланирован выход фильма «Фантомас», потом выход был отложен на 2012 год, а в настоящее время проект заморожен. Режиссёр фильма Кристоф Ган в 2014 году сообщил, что проект откладывается из-за разногласий с продюсером по поводу концепции фильма.

## Влияние и подражания

### Прообразы
Первый роман о Фантомасе сюжетно весьма похож на роман Гастона Леру «Тайна жёлтой комнаты» (1907), где также фигурирует неуловимый и способный к перевоплощению суперпреступник Боллмейер и постоянно его преследующий журналист-сыщик Рультабий.

### В качестве второстепенного героя
- «Макарио против Загомара»en — итальянский фильм 1944 года, в котором Фантомас стал Загомаром, так как итальянцы не смогли получить права на использование имени[31].
- Фантомаса можно увидеть в чешской киносказке «Арабелла» (в его роли — Франтишек Петерка), в которой он положительный персонаж — глава Страны Сказок для взрослых, граничащей с Королевством Сказок для детей. В продолжении сериала — «Арабелла возвращается, или Румбурак — король Страны Сказок» (в роли Фантомаса Павел Новы) — представлен уникальный ход событий: главный антагонист сериала — Румбурак — превращается в Фантомаса (обычно всегда Фантомас превращается в других людей).
- Фантомас также появляется в советском фильме «Семь стариков и одна девушка», в сновидении одного из героев — инкассатора Анисова (он задремал в кино на фильме Юнебеля). В похожем эпизоде фильма «Старики-разбойники» (приснившаяся герою-следователю погоня за преступником в маске) тоже можно усмотреть аллюзию и одновременно пародию на фильмы Юнебеля.
- Влияние французской кинотрилогии Юнебеля о Фантомасе на юных кинозрителей отражено в советском двухсерийном телефильме «Анискин и Фантомас» (режиссёры: Михаил Жаров и Владимир Рапопорт) (1974).
- Один из героев фильма «По секрету всему свету» подбрасывает записки от имени Фантомаса (эпизод снят по мотивам рассказа Виктора Драгунского «Фантомас»).
- Пародия на фильмы о Фантомасе есть в советском музыкальном телефильме «Волшебный фонарь» (в ролях: комиссар Жюв — Геннадий Хазанов, Фантомас — Эммануил Виторган, Элен — Наталья Селезнёва, Фандор — Юрий Волынцев).
- Фантомас появляется в двух французских пьесах: «Ник Картер против Фантомаса» (Nick Carter vs. Fantômas) (1910) Александра Биссона (Alexandre Bisson) и Гийома Ливе (Guillaume Livet) и «Шерлок Холмс против Фантомаса» (La Mort d' Herlock Sholmes, ou Bandits en Habits Noirs, 1914) Пьера де Ваттина (Pierre de Wattyne) и Йоррила Уолтера (Yorril Walter).
- Новелла Хулио Кортасара Fantomas contra los vampiros multinacionales (1975).
- Одного из персонажей в новелле The Man in the Velvet Mask по сериалу «Доктор Кто» зовут Fantômas.
- Существует персонаж Marvel Comics по имени Fantomex, впервые появившийся в августе 2002. Он был создан Грантом Моррисоном и Игором Кордеем (Igor Kordey) для книги комиксов New X-Men.
- В разделе The New Traveller’s Almanac графического романа Лига выдающихся джентльменов, том II, Фантомас описывается как член «Les Hommes Mystérieux», французского аналога Лиги Выдающихся Джентльменов, наряду с Арсеном Люпеном, воздушным пиратом Робуром, и Нюкталопом[32]. В продолжении, The League of Extraordinary Gentlemen: Black Dossier, столкновение Лиги с Les Hommes прерывается, когда Фантомас взрывает бомбу, уничтожающую Оперу Гарнье, после слов на чистом английском: «I win».
- В киноверсии «Лиги выдающихся джентльменов» Алана Мура Фантом — персонаж, напоминающий заглавного героя «Призрака Оперы», — похож на Фантомаса, хотя и выясняется, что он на самом деле является М и профессором Мориарти.
- Во французской версии расширенной вселенной Уолда Ньютона Жан-Марк Лоффисье предположил, что Фантомас мог быть сыном Рокамболя и его врага и любовницы, Элен Пальмюр[33]
- Фантомас ненадолго появляется в романе Кима Ньюмана «Кроваво-красный барон».
- Фантомас послужил прототипом для персонажа Фантом Без Конечностей в мультфильме блока Adult Swim «Братья Вентура». Его фамилия — Fantômas. Изображение злодея в маске висит на стене его офиса в Государственном Университета в эпизоде «The Invisible Hand of Fate». Оказывается, что Фантом Без Конечностей — внук знаменитого преступника. Сам Фантомас появляется во флэшбеке эпизода «ORB» 3 сезона как один из первоначальных членов Guild of Calamitous Intent.
- В конце пастиша о супергероях All Hallows Eve Дэвида Ивли (David Eveleigh) упоминается будущая битва между Фантомасом и Ив (протагонистом книги). Позже Ивли написал три коротких рассказа All Hallows Eve Vs. Fantômas с подзаголовками The Spectre Of Crime, The Woman In White и Kiss And Live To Tell.
- В рассказе «Fantômville» Ника Кэмпбелла из сборника Wildthyme in Purple Фантомас встречается с путешественницей во времени Айрис Уайлдтайм.
- Альбом российской группы Messer Chups «Crazy Price» открывает трек под названием «Fantomasophobia», в котором присутствуют семплы из трилогии А. Юнебеля.

### Другие упоминания
- В романе-сказке Николая Носова «Незнайка на Луне» один из лунных городов называется Фантомас.
- В 1999 году Майк Паттон назвал свою рок-группу Fantômas.
- В фильме Жоржа Франжю «Красные ночи» (1974).
- В детективном фильме Анискин и Фантомас (1973)
- Банда братьев Толстопятовых, действовавшая в Ростове-на-Дону в 1968—1973 годах носила прозвище «Банда Фантомасов».
- Песня «Фантомас» (1989) ВИА «Маки».
- В сериале российского блогера Антона Лапенко «Внутри Лапенко» — одни из героев — Роза Робот и Шершень — участники группы «Багровый Фантомас»
- Упоминался как один из главных ведущих следователей (второй был отец Браунинг — пародия на отца Брауна) по делу так называемого «обезмаживания» в книге «Порри Гаттер и Каменный Философ» А. В. Жвалевского и И. Е. Мытько.
- В фильме «В Париж!» правоохранители дают банде главных героев (отец и сын) кличку «Фантомасы».

## Клубы читателей (любителей, друзей)
- «Российский клуб друзей Фантомаса» есть в социальной сети «ВКонтакте». В общем доступе старые фильмы, pdf-версии книг, полученные из Google Books, книги на французском, английском, русском языках, переведенные версии печатных книг, редкая архивная информация. Год основания: 2009.